# سوميدانغ
سوميدانغ (بالإندونيسية: Sumedang)‏ هي بلده تقع في جاوة الغربية بإندونيسيا.تقع ما يقرب من 46 كم شمال شرق باندونغ. وهي عاصمة منطقة وصاية سوميدانغ. تقع المدينة جنوب جبل تامبوماس البركاني مباشرةً، يقدر عدد سكانها بـ 1,112,153 نسمة ومساحتها 1,552.21 كم2.
تعد سوميدانغ موطنًا للعديد من الجامعات العامة: جامعة بادجادجاران، ومعهد باندونغ للتكنولوجيا، ومعهد الإدارة المحلية.
أقامت البطلة الوطنية الإندونيسية المنفية تشوك نياق دين من آتشيه بالبلدة خلال سنّ شيخوختها، بعد إلقاء القبض عليها أثناء حرب آتشيه في بداية القرن العشرين. قبرها بالقرب من البلدة.

## أعلام
- سيغيت هيرماوان